# Brzask epoki
Brzask epoki. W walce o nową sztukę – almanach wydany w 1920 przez poznańskich ekspresjonistów.
Almanach został przygotowany przez środowisko skupione wokół czasopisma „Zdrój”. Zawierał teksty wybrane z pierwszych dziewięciu tomów „Zdroju” z lat 1917–1919. Znalazły się w nim m.in. teksty programowe, wiersze, fragmenty prozy i drzeworyty artystów, takich jak Cyprian Kamil Norwid, Arthur Rimbaud, Maurice Maeterlinck, Oskar Miłosz, Jan Kasprowicz, Kurt Pinthus, Wassily Kandinsky, Pablo Picasso oraz niemieckich ekspresjonistów i włoskich futurystów. Synkretyzm poetyk i estetyk zebranych tekstów jest świadectwem pierwszych lat istnienia „Zdroju”, kiedy to jego twórcy usiłowali łączyć modernizm przełomu stuleci z późniejszą antytradycjanolistyczną nowoczesnością. Artykuł wstępny do almanachu napisał Jerzy Hulewicz.